# MINI Challenge Argentina
La MINI Challenge Argentina fue una categoría de automovilismo de velocidad de origen alemán que se desarrolló en la República Argentina entre los años 2011 y 2013; no fue otra cosa que la reproducción argentina del MINI Challenge, categoría creada en el año 2004 por la firma alemana de automóviles BMW, propietaria a nivel mundial de la marca MINI.
La categoría era una monomarca de carácter promocional, con homologación de la Federación Internacional del Automóvil, apuntada hacia pilotos novatos y aficionados del deporte que pretendían tener su primera experiencia en automovilismo, conduciendo un turismo con prestaciones deportivas. El modelo utilizado para esta categoría fue la versión John Cooper Works del modelo MINI Cooper, el cual posee una configuración cuasi-estándar, con agregados deportivos.
La MINI Challenge Argentina tuvo su primera edición en el año 2011, siendo corrida a lo largo de ocho fechas anuales. El formato de carreras a diferencia de otros países en donde se desarrolló esta competencia, es el de una carrera por fecha. En su primer año se llegó a realizar una competencia especial, donde fueron invitadas personalidades de la sociedad argentina como ser actores o deportistas de otras ramas. A lo largo de su existencia, sus campeones fueron el brasileño Patrick Goncalves en 2011 y los argentinos Patricio Morelli y Ricardo Stuart Milne, en 2012 y 2013 respectivamente.
Para el año 2013, la Comisión Deportiva de Automovilismo Argentino (CDA) informó el desarrollo de la tercera edición de la Copa MINI Challenge, a la par del calendario 2013 del Campeonato Argentino de TC 2000, cumpliendo un rol similar al que desarrollaba la monomarca Abarth Punto Competizione, con respecto al Súper TC 2000.

## El automóvil

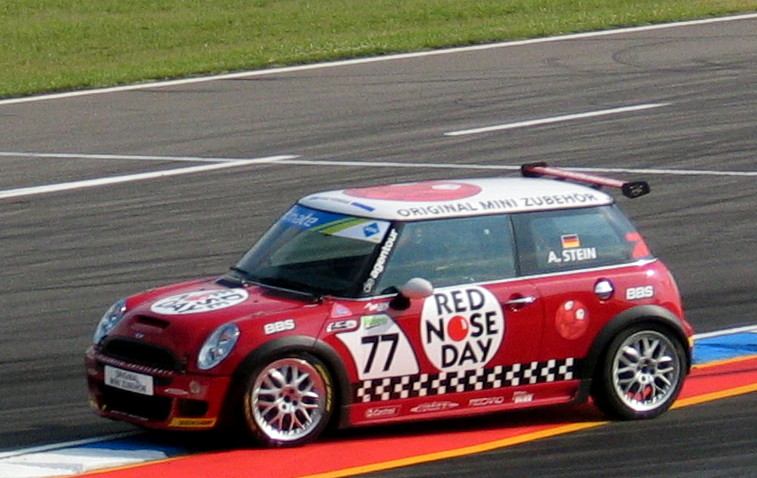
MINI John Cooper Works de la MINI Challenge alemana, similar al utilizado en la MINI Challenge Argentina

El automóvil utilizado para el desarrollo de esta competencia es la versión conocida como John Cooper Works del modelo MINI Cooper. Esta nomenclatura MINI la desarrolló para designar a sus últimas versiones deportivas recientes, derivadas ellas del modelo Mini Countryman. En el caso de este modelo, desarrollado íntegramente en Inglaterra, presenta una configuración estándar en cuanto a su mecánica, pero incluye implementos y desarrollos deportivos de la gama MINI como ser, splitter delantero, alerón trasero ajustable o sistema Air Jack. La unidad está equipada con un motor 4 cilindros en línea de 1598 cm³, capaz de erogar una potencia de 211 CV, acelerando de 0 a 100 en 6,1 segundos y desarrollando una velocidad final de 240 km/h.

## Circuitos visitados entre 2011 y 2013
- : Autódromo Oscar y Juan Gálvez
- : Autódromo Roberto Mouras
- : Autódromo Ezequiel Crisol
- : Autódromo Parque Ciudad de Río Cuarto
- : Autódromo Oscar Cabalén
- : Autódromo Ciudad de Paraná
- : Autódromo Jorge Ángel Pena
- : Circuito de Potrero de los Funes
- : Autódromo Ciudad de Rafaela
- : Autódromo Municipal Juan Manuel Fangio
- : Autódromo de Termas de Río Hondo

## Campeones
- 2011:  Patrick Goncalves
- 2012:  Patricio Morelli
- 2013:  Ricardo Stuart Milne